# 七年之痒
七年之癢，是指婚姻進入第七年時，人們可能對婚後生活的平淡規律感到無聊乏味，而经历外遇等危机的考验。“痒”即不舒服之意。这个考验是感情中的轉捩點，一旦成功，感情便能朝向良性健康的方向发展；反之，则可能二人分道扬镳、分崩离析，最终可能导致感情解体、劳燕分飞。
由於美國性感女星瑪麗蓮·夢露曾主演過一部電影《七年之癢》，劇情就是以此為主題，隨著電影的賣座，七年之癢也變成外遇的代名詞，衍生而成的西方諺語。現時此諺語已廣泛用於中文當中，甚至比它的起源（電影《七年之癢》）更為華人所熟知。
但實際上並沒有任何證據證明一定是第七年就會有危機考驗等症狀，有更多的感情撐不到七年或是超過七年，所以所謂的七年之癢不過是一種諺語罷了，會外遇的人還是會外遇哪怕14年還是21年，只不過是沒有遇到真正對的人罷了；反之不會外遇的還是不會哪怕14年還是21年，因為早已遇到對的人了，抑或是此人的人格素養道德標準都非常高尚罷了。

## 政治上的七年之痒

### 马来西亚
在2015年时，马来西亚伊斯兰党因为执意希望执行伊斯兰固定刑事法，而招致行动党的不满。其后两党矛盾继续加深，直到2015年6月15日，伊斯兰党宣布与行动党断交。行动党和公正党分别于16日和17日宣布当时的反对党联盟民联瓦解。由于民联于2008年成立，正好7年时间，被一些媒体形容为“七年之痒”。
较后，伊斯兰党在党选期间要职一律由保守派当选，引发开明派的不满，遂闹分裂成立新希望运动。之后新希望运动成立新政党，名为国家诚信党，与行动党和公正党合作，成立希望联盟。